# SN 1991A
SN 1991A – supernowa typu Ic odkryta 1 stycznia 1991 roku w galaktyce IC2973. W momencie odkrycia miała maksymalną jasność 17,00m.